# Jet Li: Rise to Honour
Jet Li: Rise to Honour è un videogioco d'azione per PlayStation 2, sviluppato da Sony Computer Entertainment America  e pubblicato nel 2004. La dinamica del gioco è basata principalmente sul modello dei picchiaduro a scorrimento tridimensionale, mentre il protagonista del gioco è l'artista marziale e attore Jet Li. 

## Trama
Il gioco segue le vicende di Kit Yun, interpretato da Jet Li, un poliziotto sotto copertura a cui viene assegnato il compito di proteggere Chiang, leader di una delle gang più pericolose di Hong Kong.
Un anno dopo l'assegnazione dell'incarico di Kit, Chiang decide di lasciare la criminalità organizzata, scatenando però il disappunto di Kwan, uno dei suoi associati; successivamente, Chiang viene ucciso da un misterioso cecchino, e, prima di morire, dà a Kit una lettera contenente importanti informazioni riguardanti le organizzazioni criminali di Hong Kong, e lo incarica di consegnarla a sua figlia Michelle, che al momento si trova a San Francisco. Kit accetta, essendo egli stato un amico di infanzia di Michelle.
A San Francisco, Kit incontra Chi, un vecchio amico suo e di Michelle. I due riescono a incontrare Michelle, ma vengono catturati da Billy Soon, il boss di una gang del luogo. Dopo che Kit scopre che Kwan ha assunto Billy per trovare la lettera e ucciderli, i due amici riescono a scappare per poi liberare Michelle. Dopo uno scontro tra Kit e Billy, quest'ultimo prova ad uccidere Michelle sparandole con una pistola, ma Chi usa il suo corpo come scudo umano per proteggerla; addolorato, Kit ne approfitta per disarmare Billy e ucciderlo. Dopo la morte di Chi, Michelle esprime la volontà di tornare a Hong Kong per porre fine alle attività criminali di Kwan.
Al ritorno a Hong Kong, Michelle viene ferita da un cecchino, che verrà poi ucciso da Kit, e successivamente rapita dagli uomini di Kwan. Kit raggiunge un grattacielo appartenuto precedentemente a Chiang, e dopo un corpo a corpo nel quale sconfigge Kwan, quest'ultimo  tenta di uccidere uno dei superiori di Kit, Victor, ma Kit subito lo disarma e lo uccide. 
Durante la celebrazione di un funerale privato per Chiang, Victor si avvicina a Kit e Michelle e chiede che la lettera venga bruciata, e rivela che la morte di Chiang è opera sua. La lettera viene bruciata e subito dopo Kit rivela a Victor che la loro conversazione è tenuta sotto controllo grazie ad un microfono in possesso di Kit. Nel combattimento che segue, Victor viene sconfitto e arrestato, e Kit consegna la lettera originale a Michelle spiegandole che la lettera che era stata bruciata era un falso, mentre quella originale era stata nascosta da Kit in un posto sicuro di cui nessuno era a conoscenza. Kit conclude il discorso con Michelle dicendo di preferire una morte con onore che una vita senza.

## Modalità di gioco
Durante il gioco il giocatore ha il controllo di Kit. Il sistema di combattimento si incentra sulla gestione delle due levette analogiche presenti sul Dualshock 2, poiché la levetta sinistra viene utilizzata per muoversi all'interno delle ambientazioni di gioco, mentre quella destra per sferrare i colpi. Grazie a questo sistema di combattimento è presente la possibilità di sferrare colpi a 360° e quindi di gestire combattimenti con 2 o più nemici. È anche possibile bloccare gli attacchi dei nemici e reagire con determinati contrattacchi. In alcuni frangenti del gioco è possibile utilizzare armi da fuoco, le cui munizioni sono infinite. 
Le ambientazioni di gioco sono interattive. Il giocatore infatti ha la possibilità di usufruire dell'ambiente circostante e di alcuni oggetti presenti in esse per sconfiggere i nemici. In alcuni momenti del gioco è anche in grado di compiere determinate azioni con l'ambiente circostante con la pressione del tasto "R1". Durante la storia con l'entrata in scena di Michelle, questa aiuta il giocatore a sconfiggere i nemici e ha la capacità di effettuare delle combo sincronizzate con Kit. Durante il gioco sullo schermo sono presenti 3 barre: una verde, una rossa e una blu. La barra verde indica la vita residua di Kit che si svuoterà ad ogni colpo subito, se la barra si svuota completamente la partita finisce. La barra rossa si riempie dopo ogni colpo inferto, quando è completamente piena permetterà a Kit di entrare in modalità adrenalina, rendendo i colpi più potenti, o in bullet time, tenendo premuto il tasto "L1". Per entrare in modalità adrenalina non bisogna possedere armi, al contrario invece per il bullet time. 
La barra blu si svuota ad ogni colpo schivato da Kit: quando la barra è completamente vuota Kit non è più in grado di schivare colpi. 
Nel corso della storia sono presenti anche boss fight.

## Riferimenti alla filmografia di Jet Li
Il gioco presenta dei riferimenti ad alcuni film dove appare Jet Li:
- In una camera a gas, durante un combattimento Kit utilizza una maschera antigas per evitare l'asfissia. Questo è un riferimento a La vendetta della maschera nera.
- Kit, aggrappato a una balaustra, si lascia andare per poi aggrappare quella al piano successivo. Un riferimento a Amici × la morte.
- Possono essere sbloccati due personaggi: Wong Fei-Hung, da Once Upon a Time in China, e Chen Zen, da Fist of Legend.
- Kit sconfigge due gemelli, di nome Fei e Hung, prima di una boss fight. La battaglia coi due è un riferimento a Kiss of the Dragon, mentre il loro nome fa riferimento al personaggio di Wong Fei-Hung.
- Kit rompe il collo di un nemico utilizzando le gambe. Riferimento a Arma letale 4.

## Sviluppo e pubblicazione
Il gioco è stato sviluppato da Sony Computer Entertainment America in collaborazione con Jet Li e Corey Yuen.
Il personaggio di Kit presenta i tratti somatici, la voce e lo stile di combattimento di Jet Li: è stato infatti realizzato con la tecnologia motion capture, prendendo come modello proprio Jet Li. Sono state rilasciate due versioni del gioco, una in Nord America con il nome di Jet Li: Rise to Honor il 17 febbraio 2004, e una in Europa con il nome di Jet Li: Rise to Honour l'8 aprile 2004.